# Лустенау
Лустенау (на немски: Lustenau) е селище в Западна Австрия. Разположено е около река Рейн в окръг Дорнбирн на провинция Форарлберг, на границата с Швейцария. Надморска височина 404 m. Първите сведения за селището датират от 887 г. Има жп гара. Отстои на 5 km южно от провинциалния център град Брегенц. Население 20 891 жители към 31 декември 2006 г.

## Спорт
Лустенау има два представителни футболни отбора. Техните имена са ШК Аустрия Лустенау и ФК Лустенау 07.

## Личности
Родени
- Марк Жирардели, люксембургски скиор